# رنگینک-ژیان‌مرغ سرا دومار
رنگینک-ژیان‌مرغ سرا دومار (نام علمی: Neopelma chrysolophum) نام یک گونه از سرده نوکف‌پایی‌ها است.